# اروپااسب
اروپااسب (نام علمی: Eurohippus) نام یک سرده از تیره پارینه‌ددان است.